# 7Q2
7Q2 (według starego systemu oznaczeń 7Q LXXEpJer) – fragment rękopisu Septuaginty spisany na papirusie w formie zwoju, datowany na I wiek p.n.e. Manuskrypt ten zawiera fragment deuterokanonicznej Księgi Barucha 6:43,44. Został znaleziony w Kumran w grocie 7. Fragment ten jest oznaczany również numerem 804 na liście rękopisów Septuaginty według klasyfikacji Alfreda Rahlfsa.
Rękopis został opublikowany i opisany w 1962 roku przez Maurice’a Bailleta, Józefa Milika oraz Rolanda de Vaux w publikacji Discoveries in the Judaean Desert: Volume III. Les 'Petites Grottes' de Qumran (Plates). Jest przechowywany w Muzeum Rockefellera w Jerozolimie (Gr. 789 [7Q2]).